# Brake (Unterweser)
Brake település Németországban, azon belül Alsó-Szászország tartományban. Lakosainak száma 15 102 fő (2023. december 31.).

## Népesség
A település népességének változása:
| Lakosok száma | 15 129 | 15 149 | 15 111 | 15 016 | 14 965 | 14 884 | 15 094 | 15 102 |
|               | 2015   | 2016   | 2017   | 2018   | 2019   | 2021   | 2022   | 2023   |